# Ким Гым Сон
Ким Гым Сон (1909 год — дата смерти неизвестна) — звеньевой колхоза имени Будённого Нижне-Чирчикского района Ташкентской области, Узбекская ССР. Герой Социалистического Труда (1949).

## Биография
Родился в 1909 году в крестьянской семье в Корее (по другим сведениям — в Никольск-Уссурийском уезде Приморской области).
С 1924 года трудился в рыболовецкой артели в посёлке Посьет и с 1928 года — в рыболовецком колхозе «Первый» Посьетского района. В 1931 году призван на срочную службу в Красную Армию. Служил в 76-м Карельском стрелковом полку в Никольске-Уссурийском.
После службы в армии трудился разнорабочим на 442-м участке на строительстве дороги в селе Воздвиженка Михайловского района Уссурийской области (1933—1934). С 1934 года — служба в военизированной охране в управлении Морфлота во Владивостоке. С 1936 года — грузчик Приморского межрайторга.
В 1937 году депортирован в Узбекскую ССР. Первое время проживал в Бухаре, где трудился продавцом в местном пищеторге. С 1938 года работал разнорабочим в колхозе «Мехнат» Бухарского района. С начала 1940 года трудился в Ромитанском районе. В 1940 году вступил в ВКП(б).
С 1944 года — звеньевой рисоводческого звена в колхозе имени Будённого Нижне-Чирчикского района. В 1948 году звено Ким Гым Сона получило в среднем по 88,6 центнеров риса с каждого гектара на участке площадью 5 гектаров. Указом Президиума Верховного Совета СССР от 18 мая 1949 года удостоен звания Героя Социалистического Труда с вручением ордена Ленина и золотой медали «Серп и Молот».
Дата смерти не установлена.